# バーク・ベイデンホップ
バーク・ハインリッヒ・ベイデンホップ（Burke Heinrich Badenhop, 1983年2月8日 - ）は、アメリカ合衆国・ジョージア州アトランタ出身の元プロ野球選手（投手）。右投右打。

## 経歴

### プロ入りとタイガース傘下時代
ボーリング・グリーン州立大学出身。
2005年のMLBドラフト19巡目（全体570位）でデトロイト・タイガースから指名され、プロ入り。

### マーリンズ時代
2007年12月4日、ミゲル・カブレラ、ドントレル・ウィリスとのトレードで、交換要員の1人として、キャメロン・メイビンら5選手と共にフロリダ・マーリンズへ移籍した。
2008年4月9日のワシントン・ナショナルズ戦で3番手として登板し、メジャーデビューを果たした。

### レイズ時代
2011年12月12日にジェイク・ジェフリーズとのトレードで、タンパベイ・レイズへ移籍した。

### ブルワーズ時代
2012年12月1日にラウル・モンデシー・ジュニアとのトレードで、ミルウォーキー・ブルワーズへ移籍した。

### レッドソックス時代
2013年11月23日にルイス・オルテガとのトレードで、ボストン・レッドソックスへ移籍した。
2014年1月15日にレッドソックスと1年契約を結んだ。5月16日から6月20日にかけ、自己最高の18イニング連続無失点を記録。また4月21日から続いていた連続イニング無自責点の記録は32.1回まで伸ばした。これはレッドソックスのリリーフ投手としては上原浩治の33回2/3、ディック・ラダッツの33回に次ぐ3番目の記録である。この年は自己最多の70試合にリリーフ登板。勝ち星こそメジャーデビュー以来初めて0に終わったが、防御率を大幅に改善し、自身初の2点台でシーズンを終えた。70回2/3を投げて打たれた本塁打は僅か1本のみだった。オフにFAとなった。

### レッズ時代
2015年2月7日にオプション付きの1年100万ドルでシンシナティ・レッズと契約を結んだ。この年は68試合にリリーフ登板した。オフの11月2日にFAとなった。

### レッズ退団後
2016年2月19日にナショナルズとマイナー契約を結んだが、4月1日に自由契約となった。その後、4月8日にテキサス・レンジャーズとマイナー契約を結ぶも、傘下のAAA級ラウンドロック・エクスプレスで3試合に登板して防御率9.64と結果を残せず、17日に自由契約となった。

### 現役引退後
2017年1月にアリゾナ・ダイアモンドバックスの野球運営アナリストに就任して10ヶ月間務めたのち、2017年11月からはGM特別補佐を務めている。

## 詳細情報

### 年度別投手成績
| 年 度    | 球 団    | 登 板 | 先 発 | 完 投 | 完 封 | 無 四 球 | 勝 利 | 敗 戦 | セ 丨 ブ | ホ 丨 ル ド | 勝 率 | 打 者 | 投 球 回 | 被 安 打 | 被 本 塁 打 | 与 四 球 | 敬 遠 | 与 死 球 | 奪 三 振 | 暴 投 | ボ 丨 ク | 失 点 | 自 責 点 | 防 御 率 | W H I P |
| -------- | -------- | ----- | ----- | ----- | ----- | -------- | ----- | ----- | -------- | ----------- | ----- | ----- | -------- | -------- | ----------- | -------- | ----- | -------- | -------- | ----- | -------- | ----- | -------- | -------- | ------- |
| 2008     | FLA      | 13    | 8     | 0     | 0     | 0        | 2     | 3     | 0        | 0           | .400  | 218   | 47.1     | 55       | 7           | 21       | 1     | 3        | 35       | 2     | 0        | 34    | 32       | 6.08     | 1.61    |
| 2009     | FLA      | 35    | 2     | 0     | 0     | 0        | 7     | 4     | 0        | 2           | .636  | 303   | 72.0     | 71       | 5           | 24       | 4     | 1        | 57       | 1     | 0        | 32    | 30       | 3.75     | 1.32    |
| 2010     | FLA      | 53    | 0     | 0     | 0     | 0        | 2     | 5     | 1        | 8           | .286  | 281   | 67.2     | 62       | 5           | 21       | 5     | 2        | 47       | 1     | 0        | 33    | 30       | 3.99     | 1.23    |
| 2011     | FLA      | 50    | 0     | 0     | 0     | 0        | 2     | 3     | 1        | 5           | .400  | 276   | 63.2     | 65       | 1           | 24       | 4     | 4        | 51       | 4     | 0        | 29    | 29       | 4.10     | 1.40    |
| 2012     | TB       | 66    | 0     | 0     | 0     | 0        | 3     | 2     | 0        | 5           | .600  | 262   | 62.1     | 63       | 6           | 12       | 5     | 1        | 42       | 1     | 0        | 24    | 21       | 3.03     | 1.20    |
| 2013     | MIL      | 63    | 0     | 0     | 0     | 0        | 2     | 3     | 1        | 5           | .400  | 254   | 62.1     | 62       | 6           | 12       | 4     | 0        | 42       | 2     | 0        | 32    | 24       | 3.47     | 1.19    |
| 2014     | BOS      | 70    | 0     | 0     | 0     | 0        | 0     | 3     | 1        | 13          | .000  | 289   | 70.2     | 70       | 1           | 19       | 5     | 2        | 40       | 2     | 0        | 20    | 18       | 2.29     | 1.26    |
| 2015     | CIN      | 68    | 0     | 0     | 0     | 0        | 2     | 4     | 0        | 7           | .333  | 285   | 66.1     | 71       | 4           | 20       | 4     | 0        | 36       | 0     | 0        | 30    | 29       | 3.93     | 1.37    |
| MLB：8年 | MLB：8年 | 418   | 10    | 0     | 0     | 0        | 20    | 27    | 4        | 45          | .426  | 2168  | 512.1    | 519      | 35          | 153      | 32    | 13       | 350      | 13    | 0        | 234   | 213      | 3.74     | 1.31    |

### 背番号
- 66 (2008年)
- 35 (2009年、2014年)
- 31 (2010年 - 2013年)
- 25 (2015年)